# Maurizio Lupi
Pour les articles homonymes, voir Lupi.
Maurizio Enzo Lupi, né le 3 octobre 1959 à Milan, est un homme politique italien, membre du Peuple de la liberté, du Nouveau Centre-droit, d’Alternative populaire et de Nous avec l'Italie.

## Biographie

### Carrière politique
Ancien conseiller municipal à Milan pour la Démocratie chrétienne, il adhère ensuite à Forza Italia, et est élu député en 2001.

#### Ministre des Transports
Vice-président de la Chambre des députés depuis 2008, réélu en 2013, il est, par la suite, nommé ministre des Infrastructures et des Transports dans le gouvernement Letta. Le 28 septembre, il présente sa démission, comme tous les ministres du PDL du gouvernement, pour protester contre la possible destitution de Silvio Berlusconi de son mandat de sénateur, non sans critiquer les « mauvais conseillers » qui ont conduit à cette décision. Toutefois, les députés ayant renouvelé début octobre leur confiance lors d'un vote au gouvernement Letta, leur lettres de démissions sont refusées, et les ministres restent en poste. Il est confirmé dans le gouvernement suivant de Matteo Renzi en février 2014.
Il est élu député européen d'Italie de la 8e législature le 25 mai 2014, mais démissionne avant de siéger.

#### Démission
Il quitte le gouvernement en mars 2015, à la suite d'un scandale où il serait intervenu en faveur de son fils pour l'attribution d'un marché.

#### Président de Nous avec l'Italie
Figurant parmi les fondateurs de la coalition Nous avec l'Italie lors de sa dissidence avec Alternative populaire en 2017, il en prend la tête en décembre 2018 puis en devient président en juillet 2021. Il est le coordinateur national de la liste Noi moderati pour les élections générales de 2022, en position minoritaire dans la coalition de centre droit.

### Vie privée
Il est de confession catholique.